# MTV ChartBlast
MTV ChartBlast è un programma televisivo in onda su MTV dal 12 gennaio 2009, condotto da Carmen Electra.
Il programma stila una classifica di cinquanta canzoni (con un tema preciso) e ne trasmette i videoclip. Va in onda alle ore 12:30 e 19:00 su MTV, dal lunedì al venerdì. È trasmesso anche su MTV Hits, alle 12:00, 15:00, 20:00 e 23:00 nei giorni feriali, mentre il sabato alle 12:00 e alle 19:00 e la domenica alle 12:00.

## Temi

### Hottest Babes
Il primo tema di MTV ChartBlast è stato Hottest Babes, ossia le star femminili più sexy della musica mondiale.
1. Dirrty – Christina Aguilera (2002)
2. Naughty Girl – Beyoncé (2003)
3. Do It Well – Jennifer Lopez (2007)
4. 2 Hearts – Kylie Minogue (2007)
5. Touch My Body – Mariah Carey (2008)
6. Maneater – Nelly Furtado (2006)
7. Torn – Natalie Imbruglia (1997)
8. Stars Are Blind – Paris Hilton (2006)
9. Don't Cha – Pussycat Dolls feat. Busta Rhymes
10. Hips Don't Lie – Shakira feat. Wyclef Jean

### Gorgeous Males
Il secondo tema di MTV ChartBlast è stato Gorgeous Males, ossia le star maschili più sexy della musica mondiale.
1. Millennium – Robbie Williams (1998)
2. Fly Away – Lenny Kravitz (1998)
3. Frontin' – Pharrell feat. Jay-Z (2003)
4. Fight Outta You – Ben Harper (2007)
5. Be with You – Enrique Iglesias (1999)
6. SexyBack – Justin Timberlake feat. Timbaland (2007)
7. Men in Black – Will Smith feat. Coko (1997)
8. Walking Away – Craig David (2000)
9. A Song for the Lovers – Richard Ashcroft (2000)
10. God Gave Me Everything – Mick Jagger (2001)

### Pop Songs
Il terzo tema di ChartBlast è stato Pop Songs,  ossia le migliori canzoni pop di tutti i tempi.
1. Dancing Queen – ABBA (1976)
2. Take on Me – a-ha (1984)
3. I Want to Break Free – Queen (1984)
4. Like a Virgin – Madonna (1984)
5. Say You'll Be There – Spice Girls (1996)
6. Under the Bridge – Red Hot Chili Peppers (1992)
7. YMCA – Village People (1978)
8. Beautiful Day – U2 (2000)
9. Billie Jean – Michael Jackson (1983)
10. Hungry like the Wolf – Duran Duran (1982)

### Love Songs
Il quarto tema di ChartBlast è stato Lovesongs,  ossia le migliori canzoni d'amore di tutti i tempi. La classifica è andata in onda per la prima volta il giorno di san Valentino
1. I Will Always Love You – Whitney Houston (1992)
2. Nothing Compares 2U – Sinead O'Connor (1990)
3. Every Breath You Take – The Police (1983)
4. Careless Whisper – George Michael (1984)
5. More Than Words – Extreme (1990)
6. My Heart Will Go On – Céline Dion (1997)
7. Time After Time – Cyndi Lauper (1984)
8. Fallin' – Alicia Keys (2001)
9. (Everything I Do) I Do It for You – Bryan Adams (1991)
10. Through the Barricades – Spandau Ballet (1986)

### Rock Songs
Il quinto tema di ChartBlast è stato Rock Songs, ossia le migliori canzoni rock di tutti i tempi.
1. Another Brick in the Wall – Pink Floyd (1979)
2. Seven Nation Army – The White Stripes (2003)
3. Give It Away – Red Hot Chili Peppers (1991)
4. Start Me Up – The Rolling Stones (1981)
5. Smells Like Teen Spirit – Nirvana (1991)
6. Rock the Casbah – The Clash (1982)
7. Jump – Van Halen (1984)
8. Pride (In the Name of Love) – U2 (1984)
9. What's the Frequency, Kenneth? – R.E.M. (1994)
10. We Will Rock You – Queen (1977)

### Teen Idols
Il sesto tema di ChartBlast è stato Teen Idols, ovvero le migliori canzoni cantate dagli idoli dei teenager di tutti i tempi.
1. Sk8er Boi - Avril Lavigne
2. Into The Groove - Madonna
3. American Idiot - Green Day
4. Rock Your Body - Justin Timberlake feat. Vanessa Marquez
5. Genie in a Bottle - Christina Aguilera
6. Without Me - Eminem
7. Stupid Girls - Pink (cantante)
8. Don't Stop The Music - Rihanna
9. Monsoon - Tokio Hotel
10. ...Baby One More Time - Britney Spears

### Special Effects
Il settimo tema di ChartBlast è stato Special Effects, ovvero i video musicali con i migliori effetti speciali di tutti i tempi.
1. Take on Me - A-Ha
2. Let Forever Be - Chemical Brothers feat. Noel Gallagher
3. Money For Nothing - Dire Straits
4. Clint Eastwood - Gorillaz
5. Teardrop - Massive Attack
6. D.A.N.C.E. - Justice
7. Scream - Michael Jackson and Janet Jackson
8. Do The Evolution - Pearl Jam
9. Californication - Red Hot Chili Peppers
10. Elevation - U2